# Sigamary Diarra
Sigamary Diarra (Villepinte, 10 gennaio 1984) è un ex calciatore maliano, di ruolo centrocampista.